# 中根勤
中根 勤（なかね つとむ）は、日本の外交官。

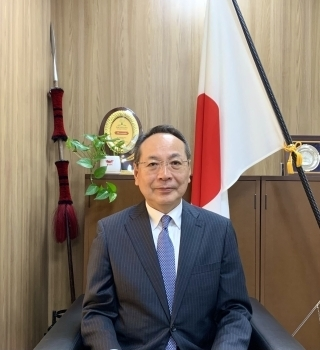
在ベンガルール日本国総領事館ウェブページより（令和5年6月）

領事局領事サービス室長などを経て、2022年5月から、在ベンガルール日本国総領事館総領事を務める。

## 略歴
- 1985年4月　外務省入省
- 1985年4月　アジア局地域政策課
- 1992年9月　財団法人交流協会台北事務所
- 1995年8月　在タイ日本国大使館 副領事
- 1999年8月　大臣官房総務課政府委員室
- 2004年8月　領事移住部政策課領事体制強化室 領事専門官
- 2005年3月　在ベトナム日本国大使館 領事班長
- 2008年9月　在アトランタ日本国総領事館 領事班長
- 2011年1月　在アメリカ合衆国日本国大使館 領事班長 兼 広域担当官
- 2013年8月　領事局政策課在外選挙室長
- 2017年5月　在ベトナム日本国大使館 領事班長
- 2021年1月　領事局領事サービス室長
- 2022年5月　在ベンガルール日本国総領事館 総領事